# Ельріх
Ельріх (нім. Ellrich) — місто в Німеччині, розташоване в землі Тюрингія. Входить до складу району Нордгаузен.
Площа — 69,42 км2. Населення становить 5492 ос. (станом на 31 грудня 2021).

## Персоналії
- Рольф Хоппе (1930—2018) — німецький актор театру і кіно.